# Carl Schmidt (Politiker, II)
Carl Eduard Schmidt (* vor 1863; † nach 1873) war ein deutscher Landrichter und Politiker.

## Leben
Schmidt studierte Staats- und Rechtswissenschaften und war bis 1863 Bürgermeister in Triptis. Am 4. Mai 1863 bewarb er sich um die Stelle des Stadtschreibers in Zeulenroda und wurde von der Bürgerschaft mit 274 von 349 Stimmen gewählt. Ab dem 17. Februar 1865 war er Verantwortlicher des Fiskulats für die Collateralgelder im Steueramtsbezirk Zeulenroda. Am 20. Juli 1866 wurde er Regierungs- und Konsistorialadvokat und später Obergerichtsanwalt. 1870 kandidierte er für das Amt des Bürgermeisters in Zeulenroda, wurde aber nicht gewählt. Am 21. Juli 1873 zog er aus Zeulenroda nach Sachsen und wurde königlich sächsischer Landgerichtsrat.
Vom 6. August 1867 bis zum 31. Dezember 1873 war er Abgeordneter im Greizer Landtag. Vom 25. November bis 31. Dezember 1870 war er amtierender Landtagsvizepräsident.